# Objectif national de dépenses d'assurance maladie
L'objectif national de dépenses d'assurance maladie, généralement désigné par son acronyme Ondam, est un dispositif de la Sécurité sociale en France qui fixe les autorisations estimatives de certaines dépenses des branches « assurance maladie » et « accidents du travail ». Il est voté chaque année depuis 1997 par le Parlement dans le cadre de la loi de financement de la Sécurité sociale.

## Historique
Les lois de financement de la Sécurité sociale sont créées par une loi constitutionnelle et une loi organique. Ces lois fixent, entre autres, l’objectif national de dépenses d'assurance maladie.
La loi organique du 2 août 2005 relative aux lois de financement de la sécurité sociale ajoute des sous-objectifs, définis par le Gouvernement. Les commissions parlementaires saisies au fond des projets de loi de financement de la sécurité sociale sont consultées sur la liste des sous-objectifs et la définition des composantes de ces sous-objectifs.

## Périmètre
Les prestations entrant dans le champ de l’Ondam représentent l’essentiel des prestations servies par le régime général des branches assurance maladie et accident du travail (93,6 % en 2018), mais plusieurs prestations en espèces sont hors de l’Ondam : les pensions d’invalidité, les capitaux décès, les indemnités journalières de maternité (relevant de la branche maladie) ou encore les rentes servies aux personnes victimes d’un accident du travail ou souffrant d’une maladie professionnelle en cas d’incapacité permanente (relevant de la branche AT/MP).
En 2021, avec la création de la branche « autonomie », il n’est plus question de « contribution de l’assurance maladie aux dépenses » en établissements et services médico-sociaux mais bien de « dépenses relatives aux établissements et services médico-sociaux » pour personnes âgées et handicapées ; les deux sous‑objectifs médico-sociaux regroupent désormais l’ensemble des dépenses formé par l’objectif global de dépenses (OGD) géré par la Caisse nationale de solidarité pour l'autonomie.

## Fixation
La fixation de l’Ondam peut se décomposer en plusieurs étapes :
- Prévision des dépenses année N+1
- + croissance tendancielle des dépenses
- + mesures nouvelles
- - mesures d’économie[7].

## Alerte sur les dépenses
Le Comité d'alerte sur les dépenses d'assurance-maladie est chargé d’alerter le Parlement, le Gouvernement et les Caisses nationales d’assurance maladie en cas d’évolution des dépenses d’assurance maladie incompatible avec le respect de l’ONDAM.

## Objectifs
| Sous objectif                                                                                             | 2019  | 2019 rectifié | 2020  | 2020 rectifié | 2021  |
| --- | ----- | ------------- | ----- | ------------- | ----- |
| Dépenses de soins de ville                                                                                | 91,3  | 91,4          | 93,6  | 93,5          | 98,9  |
| Dépenses relatives aux établissements de santé                                                            | 82,7  | 82,6          | 84,4  | 89,9          | 92,3  |
| Contribution de l'assurance maladie aux dépenses en établissements et services pour personnes âgées       | 9,4   | 9,6           | 10,0  | 11,6          |       |
| Dépenses relatives aux établissements et services pour personnes âgées                                    |       |               |       |               | 13,4  |
| Contribution de l'assurance maladie aux dépenses en établissements et services pour personnes handicapées | 11,3  | 11,4          | 11,7  | 12,0          |       |
| Dépenses relatives aux établissements et services pour personnes handicapées                              |       |               |       |               | 12,4  |
| Dépenses relatives au Fonds d'intervention régional                                                       | 3,5   | 3,5           | 3,5   | 3,9           | 3,8   |
| Autres prises en charge                                                                                   | 1,7   | 2,0           | 2,4   | 7,2           | 3,8   |
| Total | 200,3 | 200,4         | 205,6 | 218,1         | 224,6 |